# Entertainment Services and Technology Association
Entertainment Services and Technology Association (ESTA) is een non-profitorganisatie die zich bezighoudt met de ontwikkeling van standaarden voor de amusementsindustrie.
In 1994 begon de ESTA een technischestandaardenprogramma voor de ontwikkeling van industriestandaarden. Dit programma wordt erkend door het American National Standards Institute (ANSI) als "Standards Developer".
Standaarden die door de ESTA worden ontwikkeld, hebben de vorm: ANSI E1.nummer-jaar - beschrijving.
Enkele standaarden zijn:
- ANSI E1.11-2004/ANSI E1.11-2008 - DMX512
- ANSI E1.17-2006 - Advanced Control Network of Architecture for Control Networks
- ANSI E1.20-2006 - Remote Device Management via DMX512